# Relations entre Taïwan et Tuvalu
Les relations entre Taïwan et les Tuvalu désignent les relations internationales s'exerçant entre, d'une part, la république de Chine, et de l'autre, l'état des Tuvalu.
Chacun des deux États est représenté diplomatiquement par une ambassade auprès de l'autre.

## Relations diplomatiques
Le 25 octobre 1971, alors que les Tuvalu ne sont pas encore membres de l'Organisation des Nations unies, la résolution 2758 de l'Assemblée générale des Nations unies, actant l'intégration de la république populaire de Chine aux Nations unies aux dépens de la république de Chine, est adoptée.

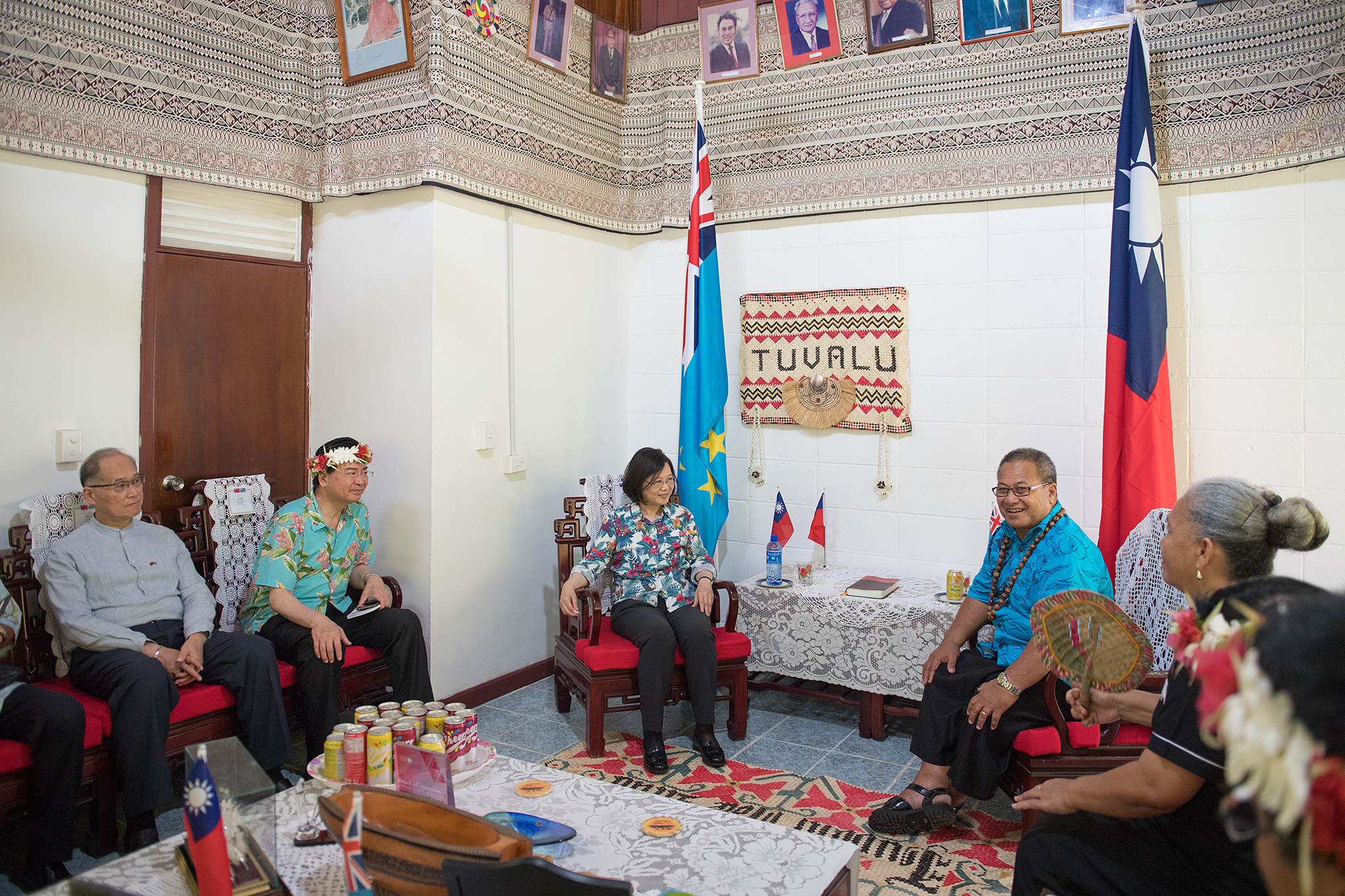
Rencontre entre la présidente taïwanaise Tsai Ing-wen et le gouverneur général tuvaluan Iakoba Italeli en 11 2017.

La république de Chine et les Tuvalu entretiennent des relations diplomatiques officielles à partir du 19 septembre 1979, tout d'abord par l'intermédiaire de la juridiction de l'ambassade aux Tonga, puis de celle aux Salomon.
En décembre 1987, la république de Chine ouvre une mission diplomatique aux Tuvalu dans la capitale Funafuti, qui sera accréditée en tant qu'ambassade à partir d'avril 2004. Son homologue tuvaluane à Taïwan est quant à elle ouverte en mars 2013.